# Pierre le Pesant Sieur de Boisguilbert
Pierre le Pesant Sieur de Boisguilbert, także: Boisguillebert (ur. 17 lutego 1646, zm. 10 października 1714) – francuski ekonomista, zaliczany do prekursorów fizjokratyzmu i ekonomii politycznej. Przeciwnik polityki Colberta.
Poglądy: Pieniądz powinien być niewolnikiem handlu, a nie jego tyranem. Sztuka finansowa jest pogłębioną znajomością interesów rolnictwa i handlu.